# Jurangbahas
Jurangbahas is een bestuurslaag in het regentschap Banyumas van de provincie Midden-Java, Indonesië. Jurangbahas telt 2232 inwoners (volkstelling 2010).